# Molí de la Portella
El molí de la Portella és un molí fariner del municipi de la Quar, al Berguedà. Ha estat inventariat com a patrimoni immoble al mapa de patrimoni de la Generalitat de Catalunya amb el número d'inventari IPAC-3543. Era un edifici d'ús industrial que en l'actualitat està en desús i el seu estat de conservació és en ruïna.

## Descripció i característiques
El molí fariner de la Portella fou construït al segle xvii o començaments del segle xviii, seguint els models d'estructura clàssica amb el casal moliner al primer pis i les instal·lacions del molí a la planta baixa, prop de la riera de la Portella. Fou abandonat després de la Guerra Civil i es troba en procés de destrucció

## Història
Tot i que les restes del molí de la Portella pertanyen a una construcció d'època moderna, es creu que a l'època medieval ja existia el molí de la Portella, que era propietat del monestir, ja que en tenia el monopoli jurisdiccional.